# 信宜柿
信宜柿（学名：Diospyros sunyiensis）为柿科柿属下的一个种。种加名 sunyiensis 意为“信宜的”。